# 濱徳太郎
濱 徳太郎（はま とくたろう、1901年（明治34年）10月13日 - 1975年（昭和50年）5月29日）は、日本の美学者、作曲家。

## 来歴・人物
長野県諏訪郡湊村（現岡谷市）の素封家の出身。長野県諏訪中学校（現長野県諏訪清陵高等学校）を経て、慶應義塾普通部卒業後、松本高等学校 (旧制)理科乙類に入学、同校にオーケストラを結成、同校初期の寮歌である｢春寂寥｣「夕暮るる」「血は燃えさかる（雲にうそぶく）」を作曲し、6年間在籍した。東京大学で美学を専攻し、オートバイや自動車に強く惹かれる。
1931年から1935年までイギリス・ドイツに留学、ドイツではバウハウス運動に触れ、音楽に加えて建築にも造詣を深めた。帰国時にはアルヴィスが1928年から1930年まで短期間生産した珍しい前輪駆動のスポーツカーやブガッティの美しいエンジンやホイールを持ち帰った。その後も戦中戦後の混乱期に投げ売りされたクラシックカーを「とにかく買っておきなさい。直すことは後からでもできます」と言って買い集めた。この中には三井八郎右衛門から買い取った、エンジンを海軍の研究用に徴発されていたブガッティ・タイプ35やイスパノ・スイザ32ＣＶ、ロールス・ロイス・ファントムIIなども含まれていた。
1956年には日本クラシックカークラブ（CCCJ)を設立、戦後もランチア・ラムダなど、戦争を乗り越えて酷使されてきた戦前型車が続々とスクラップにされようとするのを救済し、コンクール・デレガンスなどのイベントを開催、後年自動車評論家として活躍する小林彰太郎など、当時の若者たちにも影響を与えた。
濱はこうして収集した名車の多くを保存したが、オリジナル通りに修復することへの関心は低く、自由闊達に、自分が好む斬新奇抜なデザインのスペシャルを作ろうと計画して図面を引いていたが、こうした計画もほとんど実現しなかった。ただしブガッティ・タイプ35だけは「どこをどう動かすこともできないほど完璧」と評価していた。没後に別のコレクターの手に渡って修復された車には前記のランチア・ラムダ、ブガッティ・タイプ35、本田宗一郎が修行時代に製作したレーシングカー「カーチス」などがあり、子息の濱素紀（工業デザイナー）は現在も父が収集したロールス・ロイス・ファンタムIIの修復中である。
美学者としては日本大学、昭和女子大学、武蔵野美術大学などで教鞭を執った。